# Johann Friedrich Dietler
Johann Friedrich Dietler (Soletta, 4 febbraio 1804 – Berna, 4 maggio 1874) è stato un pittore svizzero.

## Biografia
Iniziò a dipingere nel laboratorio di suo padre e fu istruito nei rudimenti d'arte di Charles Germann, maestro di disegno nativo di Soletta.
Rimase a Parigi dal 1822 al 1833 per continuare la sua formazione sotto Antoine-Jean Gros. Successivamente lavorò sotto Léopold Robert a Venezia, nel 1834-1835 e trascorse anche il suo tempo a Ginevra.